# Cellular Microbiology
Cellular Microbiology is een internationaal, aan collegiale toetsing onderworpen wetenschappelijk tijdschrift op het gebied van de celbiologie en de microbiologie. De naam wordt in literatuurverwijzingen meestal afgekort tot Cell. Microbiol. Het wordt uitgegeven door Wiley-Blackwell en verschijnt maandelijks.